# Lars Hillingsø
 (avril 2019).
Lars Hillingso, né le 12 juillet 1938 à Copenhague et mort dans son manoir de Croissanville le 20 février 2005, est un créateur de mode danois, fondateur de la marque Lars Paris.

## Biographie

### Les débuts
Né à Copenhague d'un père danois, Knud Erhard Hillingsø Larsen, et d'une mère allemande, Hildegard Dorthea Louise Bugge, Lars est le frère du général Kjeld Hillingsø (da). Il a fréquenté le lycée dans l'établissement le plus ancien du Danemark, Katedraleskolen, à Aarhus dans la région Jütland.
Dès sa plus jeune enfance, il est attiré par la mode, les vêtements et leurs effets, leurs couleurs, les matières. Il gagne son premier concours de mode à 13 ans pour un journal danois, ses créations devant habiller une famille typique danoise.
En 1954, l'hebdomadaire de presse allemande Constance le remarque et le nomme « Wunderkid » (l'enfant prodige de la mode) dans un article qui lui fut consacré. Un an plus tard, il rentre dans un grand magasin de mode d'Aarhus pour apprendre la pratique. En 1956, Lars intègre l'école Bloch à Aarhus pour apprendre la technique de patronage auprès d'un professeur français. La même année, le secrétariat international de la laine de Paris lance un nouveau concours ouvert nationalement dans chaque pays et Lars remporte deux prix au Danemark, le premier prix pour un manteau et une robe, et le deuxième prix pour un tailleur.
En 1959, à l'âge de 19 ans, Lars gagne le premier prix international du Secrétariat de la laine de Paris avec un manteau réalisé par les ateliers de haute couture de Lanvin & Castillo. Ce prix avait précédemment été donné à Yves Saint Laurent et Karl Lagerfeld en 1956. Il était toujours remis par Christian Dior, qui ouvrait ses portes aux lauréats. Toutefois, Dior mourut le jour où Lars devait recevoir son prix et ce fut Pierre Cardin qui le lui remit.
Après deux ans et demi de service militaire dans les Casques bleus pour l'ONU, il est engagé par Cristobal Balenciaga à Paris en 1961. L'année suivante, il devient l'assistant de Jacques Griffe, puis en 1963, il est modéliste chez Guy Laroche. Il signe ensuite un contrat avec Jacqueline Godart avec laquelle il travaille pendant deux saisons. En 1964, pour le mariage de la princesse Anne-Marie de Danemark avec le roi Constantin II de Grèce, Lars habilla plusieurs princesses et personnes royales. En 1965, Lars devient responsable de la ligne « jeune femme » chez Nina Ricci pendant un an et demi. Par la suite, il sera styliste chez Moulyneux en 1968 et chez Maggy Rouff en 1970 pendant six saisons.

### Lars Paris
En 1974, Lars crée sa marque « Lars Paris » et il s'installe alors rue de la Grange-Batelière à Paris dans le même immeuble que le brodeur François Lesage. Il crée une gamme de vêtement de sport de luxe ainsi que de nombreuses robes de soirée brodées par Lesage jusqu'à fin des années 1980. Sa marque est diffusée dans une vingtaine de points de vente à Paris et en Allemagne, Suisse, Belgique, Italie, les pays scandinaves, États-Unis, Japon ou le Moyen-Orient…
Il organise de nombreux défilés en Europe, aux États-Unis pendant toutes ces années. En 1975, sa robe du soir « Vulcain » rentre au musée du costume à Paris. En 1981, Lars habille la reine Marguerite du Danemark pour son voyage officiel au Japon. Il organise aussi un défilé chez Illum à Copenhague pour la reine Margrethe et la reine mère Ingrid de Suède.
En 1982, il participe à un grand défilé de gala au Grand à Stockholm avec la princesse Lilian Baels et, en 1987, il fait un défilé à Munich pour le bal d'hiver organisé par le magazine allemand Madame Magazine. Au cours des années 1988 et 1989, Lars se consacre à la réintroduction des fourrures de phoque au Danemark et il réalise un manteau long en phoque naturel pour la Reine du Danemark, qu'elle porte pour des sorties officielles. De grands défilés, des télévisions et des journaux s'intéressent à ce retour. Lars créé alors une tannerie, alors la plus grande et la plus moderne au monde, construite au Groenland à Qaqortoq afin de relancer l'économie du pays et redonner du travail aux groenlandais. En 1989, Lars défile avec ses fourrures et tricots à la Ny Carlsberg Glyptotek de Copenhague et il réalise plusieurs ensembles pour la reine de Danemark pour sa visite officielle au Groenland.
En 1990, le Trade Center of Greenland est créé à Copenhague, un organisme ayant le monopole mondial des fourrures de phoques du Groenland, dans lequel Lars ouvre un bureau de distribution des fourrures pour la Scandinavie. Il réalise de nombreux défilés et notamment à la Handelshögskolan i Stockholm, l'école des hautes études commerciales de Copenhague, mais aussi un défilé de charité à Toronto sous le patronage de la femme du président Canadien, un autre pour L'Oréal à Düsseldorf et d'autres à Copenhague, Francfort et à Tokyo avant d'entreprendre une tournée mondiale avec ses fourrures de vison. Toujours en 1990, le musée national du Danemark lui achète l'une de ses créations dénommée Matisse, qui se caractérise par sa nouveauté dans la technicité, la conception et le traitement particulier de la fourrure de phoque.
En 1991, la société de diffusion d'image de marque (SDIM) dont Lars était le directeur artistique dépose le bilan après avoir été rachetée par des danois responsables du Trade Center qui voulaient récupérer la marque Lars Paris. Lars est alors contraint de quitter son atelier parisien et il crée la société Aurore dont il devient le directeur artistique et qu'il installe en Normandie dans le Pays d’Auge. Lars doit complètement restructurer son activité et il décide de faire lui-même ses patronages pour ses prototypes. Il accentue son travail sur l'architecture du vêtement et sur les détails pratiques pour faciliter la vie de la femme. Il fait plusieurs défilés en Allemagne, au Danemark à l’ambassade de France avec d’autres marques parisiennes. Jusqu'en 2002, il fait aussi deux défilés par an à l’hôtel de Crillon, place de la Concorde à Paris pendant le salon du prêt à porter des créateurs.
Après la fermeture définitive du trade center de Copenhague début 1993, Lars entame une nouvelle collaboration jusqu'en 1999 avec Koppel & Co pour des fourrures de vison, phoques et moutons de toscane. Il travaille avec Hong Kong, la Grèce et la Hongrie. En 1994, la reine du Danemark nomme Lars « Chevalier de Dannebrog ».
En 1995 et 1996, il fait des défilés de bienfaisance pour Friends vielles maisons françaises  à San Francisco, en Floride et à Phoenix en Arizona.
En 2005, il meurt d'un cancer dans son manoir de Croissanville dans le Calvados.

### Musée Lars
En novembre 2018, le musée Lars s'installe à Trouville.

## Distinctions
- Chevalier de l'ordre de Dannebrog (1994)